# 钟志民
钟志民（1953年—），1953年出生于干部家庭，1968年初中毕业，到江西省瑞金县沙洲坝百花园生产队下乡插队，随后参军入伍。1972年靠父亲的关系作为解放军学员入读南京大学，班主任是胡福明。1972年5月，中共中央下达《关于杜绝高等学校招生工作中“走后门”现象的通知》。1973年9月29日，向时任南京大学革命委员会主任、党委书记王勇递交退学申请。不久，王勇找他谈话，认为没必要退学。11月，南京大学政治系师生到江苏盐城阜宁县帮助县委常委整风，钟志民和胡福明一起到最穷困的五滩公社做社会调查，钟志民看到当地农民生活困苦，和胡福明长谈，表示一定要退学。1974年1月18日，《人民日报》头版头条刊登了他的退学申请书和姚文元写的编者按。20日，钟志林的父母钟学林夫妇向南京大学党委发电报，表示完全支持儿子的行动。2月12日，回到军队。2月19日，军队举办欢送会欢送钟志民退伍。2月26日，钟志民回到百花园生产队。1977年，钟志民成为生产队长。1978年，成为党支部书记。后任共青团瑞金县委副书记、书记，共青团赣州地委副书记、书记，中共南康县委副书记。1987年，任江西省驻深圳办事处主任。1997年辞职下海。